# Pressfügen
Unter Pressfügen versteht man eine mechanische Verbindungstechnik.
Die zu verbindenden Teile werden so hergestellt, dass nach dem Fügen an den Verbindungsstellen eine Presspassung entsteht. Somit können Längs- und Querkräfte kraftschlüssig übertragen werden. Negativen Einfluss auf die Tragfähigkeit solcher Verbindungen haben zu hohe Kerbwirkung und Reibdauerbeanspruchung. Um der Kerbwirkung entgegenzuwirken, wird an der Fügestelle die Welle einige Millimeter dicker gearbeitet als der Rest der Welle und der so entstandene Absatz abgerundet.
Dieses Prinzip wird z. B. zur Realisierung einer Welle-Nabe-Verbindung als sogenannter zylindrischer Pressverband genutzt.
Dabei wird zwischen Längspressverband
und Querpressverband unterschieden. Der Ölpressverband stellt einen Sonderfall dar.

## Längspressverband
Die Nabe wird unter hoher Axialkraft (meist mit hydraulischer Presse) auf den Wellensitz gepresst. Die gemittelte Rautiefe der Oberfläche der zu fügenden Teile sollte im Bereich von Rz = 3…10 μm liegen. Konstruktiv ist dabei eine Einführschräge bzw. Fase vorzusehen, welche aber nicht zu großzügig ausgelegt werden sollte, da sie in der Regel die Passfläche verkleinert. Zur axialen Positionierung ist eine Lagebegrenzung, beispielsweise in Form eines Wellenabsatzes, vorzusehen. Weiterhin ist zu beachten, dass durch erneute Montage eine Verringerung der übertragbaren Kräfte und Drehmomente auftritt, da die Oberflächenrauheit beim Fügen geglättet und so die Haftreibung verringert wird. Dadurch wird auch die übertragbare Kraft gegenüber einem gleich großen Querpressverband verringert.

## Querpressverband
Vor der Montage wird die Nabe erwärmt und/oder die Welle gekühlt. Dadurch weitet sich die Nabe bzw. schrumpft die Welle was das Fügen beider Teile ohne oder mit stark reduziertem Krafteinfluss ermöglicht. Beim anschließenden Temperaturausgleich stellt sich die Pressung ein, wobei die Oberflächenrauheit weitestgehend erhalten bleibt, wodurch sich ein wesentlich festerer Sitz als beim Längspressverband ergibt. Das Verfahren wird dann als Aufschrumpfen oder Kaltdehnen bezeichnet.

## Ölpressverband
Das Verfahren ist eine Weiterentwicklung des Längspressverbands. Anders als bei diesem, müssen Welle und Nabe im Bereich von wenigen Grad kegelig gearbeitet sein. Zusätzlich befindet sich in einem der beiden Bauteile eine Zugangsbohrung in die Passfläche. Während der Montage wird in diese Bohrung unter hohem Druck Öl eingepresst. Der Öldruck wirkt üblicherweise auf eine ausgearbeitete Ringnut. Der Flüssigkeitsdruck bewirkt eine elastische Verformung, d. h. der Innendurchmesser verringert sich und der Außendurchmesser vergrößert sich. Der dadurch entstandene Spalt füllt sich mit dem unter Druck stehenden Öl und wirkt so als trennender Gleitfilm zwischen den Bauteilen, der die benötigte axiale Montagekraft stark verringert. Ist der gewünschte Aufschiebeweg auf den Kegel erreicht, wird die Ölzufuhr abgeschaltet. Wegen der Elastizität der Werkstoffe stellen sich die ursprünglichen Durchmesserverhältnisse wieder her, der trennende Ölfilm wird ausgedrückt und die Teile sitzen fest. Danach kann auch die axiale Fixierung beendet werden.
Zusätzlich zu der Ölbohrung werden oft auch Ringnuten oder spiralförmige Vertiefungen in die Passfläche mit der Zugangsbohrung eingebracht, um eine bessere Verteilung des Öls in der Passfläche zu ermöglichen, und auch das Entweichen des Öls nach dem Aufschiebevorgang zu beschleunigen.
Ein Vorteil des Ölpressverbands ist die relativ einfache Demontage. Wird erneut Öl zwischen die Passflächen gepresst und so die Vorspannung und damit die Haftreibung reduziert, können die Kegelflächen wieder voneinander abgleiten.

## Allgemeines
Vorteile des Pressfügens sind eine funktionsbedingte gute Selbstzentrierung, des Weiteren ist diese Art der Verbindung auch für stoß- und wechselartige  Beanspruchungen geeignet. Der Längspressverband zeichnet sich außerdem noch durch geringe Gesamtkosten der Welle-Nabe-Verbindung aus.
Als nachteilig erweist sich oft, dass sich pressgefügte Teile nur schwer lösen bzw. verstellen lassen. 